# Vilcún
Vilcún (del mapudungún: fillkuñ ‘lagartija’) es una comuna cordillerana perteneciente a la provincia de Cautín, en la Región de la Araucanía (Chile). Se extiende por la sección superior de la cuenca del río Quepe (uno de los principales tributarios del Río Imperial) entre la Ruta 5 Sur por el oeste y el Volcán Llaima por el este. Uniendo estos dos puntos, la ruta S-31 sirve de espina dorsal de la comuna. Las principales localidades que conforman la comuna son Cajón, General López, Vilcún (capital comunal), San Patricio y Cherquenco. En la comuna está ubicado el Parque nacional Conguillío, el cual a su vez es parte del Geoparque Kütralcura.

## Toponimia
Vilcún corresponde a la castellanización de la palabra mapudungún pronunciada fillkuñ, que significa «lagartija». No existe documentación fidedigna con la cual comprobar el verdadero origen del nombre esta comuna, pero hay dos posibles teorías: 
- Por la facilidad con que se puede observar ejemplares de la lagartija chilena asoleándose en las grandes piedras de las inmediaciones del volcán Llaima.
- Porque el primer camino que se usó para subir a la zona de extracción maderera, al seguir antiguos senderos, tenía la forma ondulada de una lagartija.

### Alcance de nombre
Existen registros desde el año 1899 sobre la existencia de otra localidad llamada Vilcún, perteneciente a la actual comuna de Chaitén, Región de Los Lagos, al sur de Chile.

«Monte mediano de figura cónica como pan de azúcar, que yace en los 42° 411' Lat. y 72° 5o' Lon. al borde de la costa continental frente a la Isla de Chiloé y próximo al NO. del monte Corcovado. Es notable por su cima cubierta enteramente de grandes árboles. Su nombre, de villcun, significa lagarto, y por eso el explorador Moraleda lo llama cerro de Lagartijas».

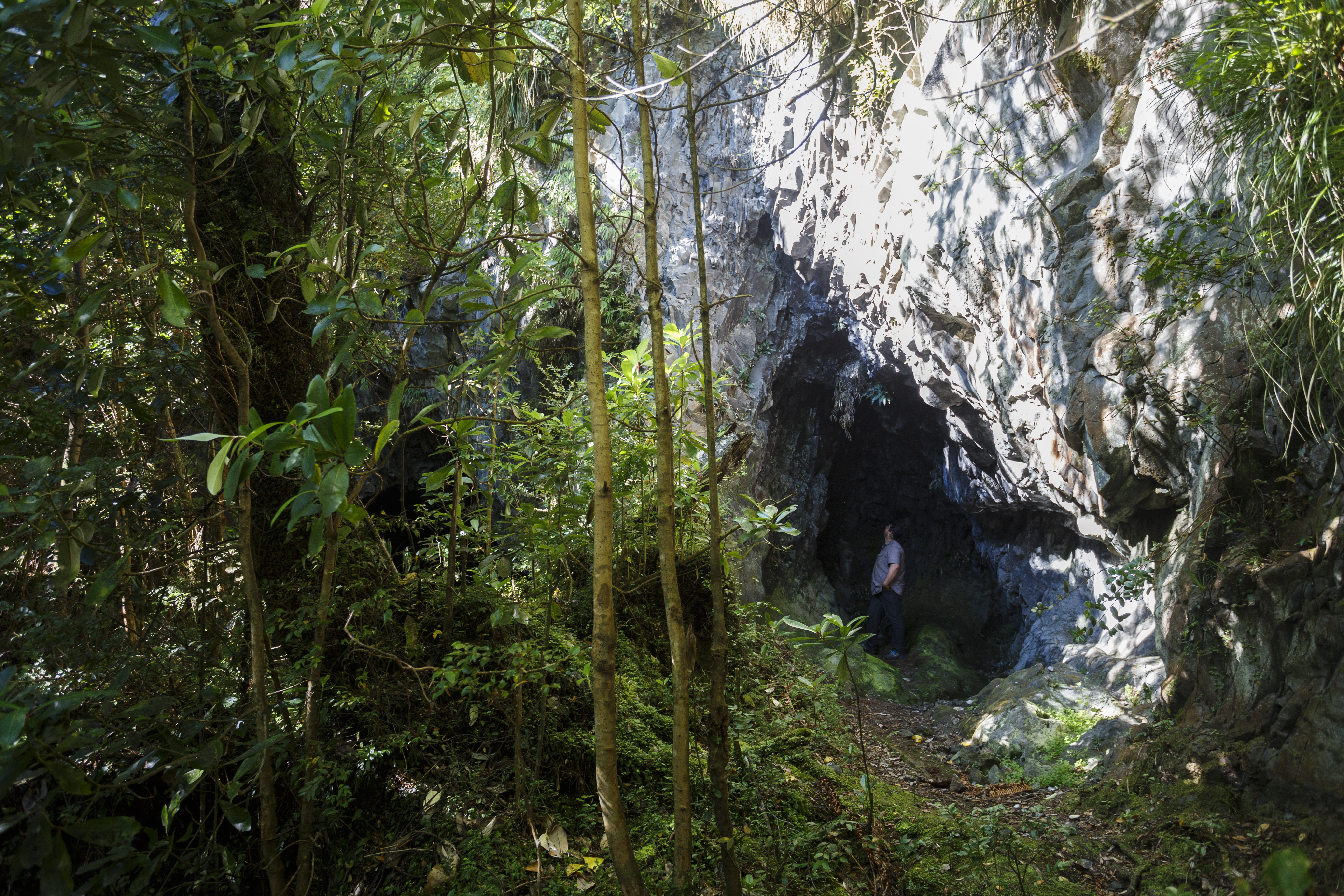
Cueva del Cerro Vilcún, Chaitén.

En este territorio se emplaza un gran morro del mismo nombre. En la ribera cuenta con un sistema de cuevas con una gran variedad pinturas y petroglifos sobre roca volcánica en distintos niveles: algunas a ras del suelo y otras hasta a 2,3 metros de altura. Estas se constituyen en el primer hallazgo de arte rupestre con una data estimada de 700 años a través de Carbono-14. También se sugiere que parte de este conjunto artístico puede remontarse a los canoeros y nómades que habitaron la zona a partir del año 1300 d. C.
El sistema de cuevas ha preservado rasgos arqueológicos con material lítico y conchales que documentan la ocupación del sector. Una de las singularidades de este patrimonio es, hasta el momento, el único registro de arte rupestre con pigmentos en el litoral Pacífico. El sitio arqueológico alberga evidencias e indicadores de movilidad e intercambio con poblaciones cordilleranas y del lado Argentino, tal como se ha documentado en sitios similares en Curarrehue y Lago Caburgua.

## Historia

### Origen y Fundación

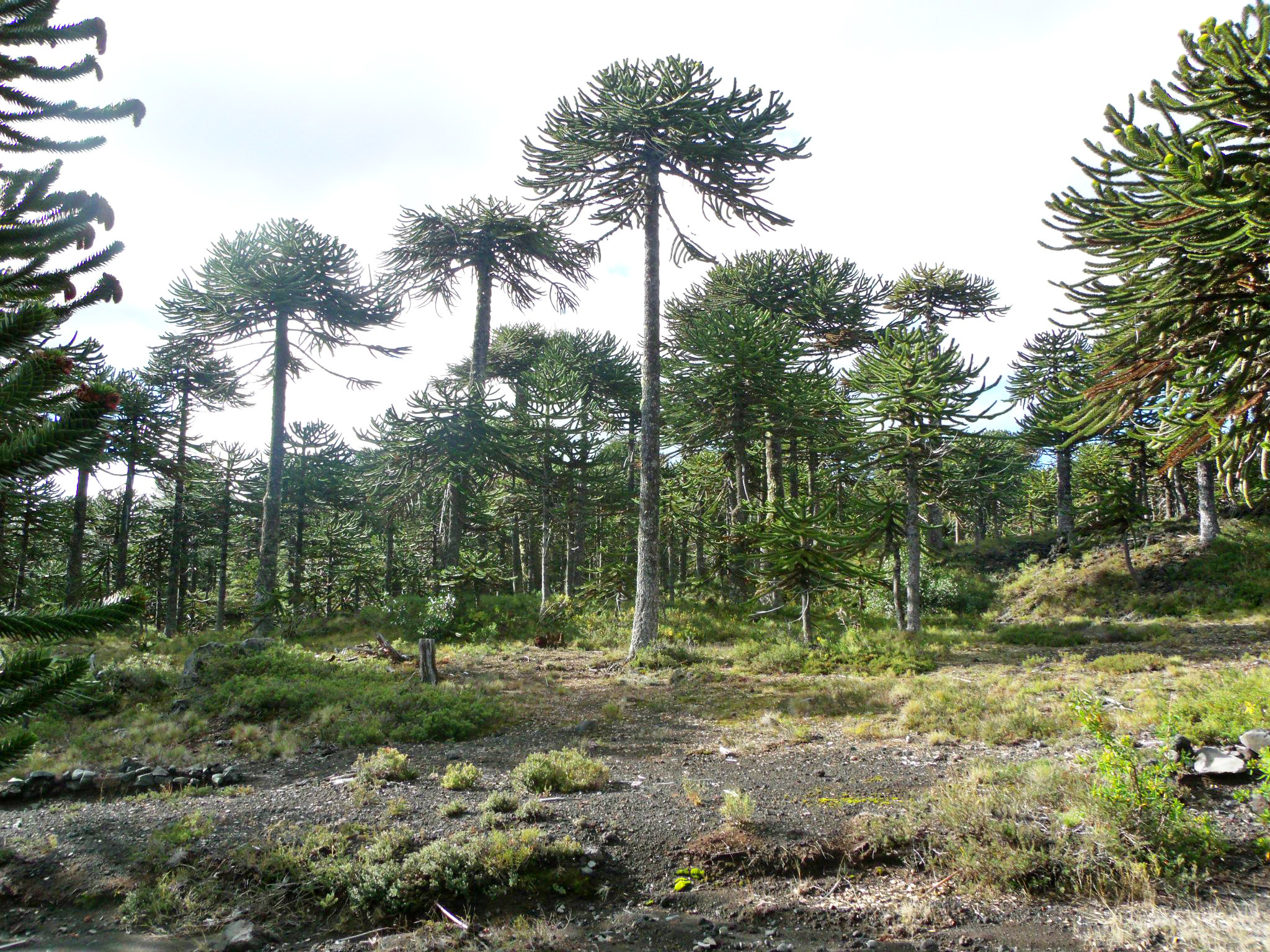
Volcán Llaima

A principios del siglo XX, el decreto n°4267 del 29 de agosto de 1925 creó la
comuna de Vilcún, al modificarse la subdivisión administrativa del Departamento de Temuco, abarcando las subdelegaciones 14a Vilcún y 15a San Patricio. El 18 de octubre de 1926 se nombra una Junta de Vecinos residentes en la zona, según el decreto n°3677, para que tenga a su cargo la administración de los servicios municipales de la comuna. Esta la conformaron los señores Pablo Lüer, Tobías Gómez, Tomás Mackay, Carlos Keller y Jovino Zárate, además de otras autoridades como el senador Artemio Gutiérrez y Ernesto Behnke, a la fecha subdelegado de la subdelegación Vilcún.
Los vecinos de Vilcún solicitaron la creación de la Comuna ya que se encontraba en completo abandono; a pesar de ser una zona rica en madera. En ese tiempo sólo existían senderos, con el transcurso de los años se hicieron caminos. Además se solicitó la presencia de carabineros para la formación de hábitos de orden y trabajo. 
La Comuna cuando fue creada contaba con tres centros urbanos que eran: Vilcún cabecera de la Comuna, con 2.000 habitantes. San Patricio con alrededor de 800 habitantes y Cherquenco con más de 1000. El censo de esos años dio a la comuna un total de 14,000 habitantes. En esa época las principales fuentes de trabajo de la comuna eran: la Ganadería, la Madera, y en menor escala los cereales. Los pequeños pueblos de la comuna de Vilcún se formaron a lo largo de la línea férrea, sin tomar en cuenta lo accidentado del terreno; las casas se construyeron donde su propietario lo creía más conveniente, no existía un plan de urbanización. A medida que transcurrió el tiempo se comenzó a urbanizar pero fue una tarea muy difícil y costosa.

### Primeras obras municipales
A fines del año 1929, la municipalidad donó un terreno, en la parte céntrica de Vilcún, para construir "La casa de Socorro", cuya construcción prestó servicio al público desde enero del 1931. Más tarde se inauguró el Matadero Municipal, construido en un terreno donado por el alcalde de la época Sr. Pablo Lüer. Posteriormente se estudió la construcción de una plaza de juegos infantiles, la instalación de baños públicos y la Biblioteca Municipal.

#### Caminos
El único Camino que merecía llamarse así, era el longitudinal a Temuco. Los caminos hacia el Norte y Sur que tenían importancia económica para Vilcún, sólo eran transitables en ciertas épocas del año. Por falta de buenos caminos la mayoría de los fundos ubicados en las puertas de Vilcún, desvían su tráfico hacia otras poblaciones fuera de la comuna; mucho más distantes.

#### Fundos y actividad comercial
Los Fundos Valdivia y Victoria del Sr. Pablo Lüer eran fuentes de trabajo para los habitantes de la comuna de Vilcún: en esos hermosos predios se realizaban actividades agrícolas y ganaderas. Las actividades comerciales de la naciente comuna giraban en torno a la ganadería, la producción de cereales y la explotación de la madera. En este último rubro destaca en los primeros años el nombre de Casimiro Escribano, quien abre al mercado la producción del pino chileno (la araucaria), cuyo principal centro productor lo instaló en su fundo “Los Pinos”, ubicado a 14 kilómetros al este de la Estación de Cherquenco. Escribano se convirtió por años en el proveedor exclusivo en la comuna de la Braden Cooper Co., poseedora del mineral “El Teniente” empresa que explotó, además, en la actual comuna de Melipeuco, un gran fundo maderero en el sector de Alpehue. Los cientos de hectáreas de pino araucaria que tenía el señor Escribano en Cherquenco se explotaban “a razón de 100 mil pulgadas anuales. El señor Escribano ha dado al consumo 800 mil pulgadas, que importadas del extranjero, habrían significado la suma de cinco millones 600 mil pesos que habrían salido del país, sin ningún beneficio nacional” (Vilcún -2001- Archivo Biblioteca Municipal). La enorme explotación de nuestros bosques de araucarias tuvo un apoyo sustantivo en el ferrocarril, que permitió la colocación de este producto en el mercado nacional primero e internacional después.

## Medio ambiente

### Geomorfología y componentes abióticos

Trazado simplificado de los ecosistemas y cuerpos de agua presentes en la comuna de Vilcún.

La comuna de Vilcún se encuentra emplazada en las unidades geomorfológicas de Llano central con morrenas y conos, Cordillera volcánica activa y Precordillera; y presenta según la clasificación climática de Köppen clima de tundra de lluvia invernal (ET (s)), clima mediterráneo de lluvia invernal (Csb), clima mediterráneo de lluvia invernal de altura (Csb (h)), clima mediterráneo frío de lluvia invernal (Csc), clima templado lluvioso con leve sequedad estival (Cfb (s)) y clima templado lluvioso frío con leve sequedad estival (Cfc (s)). Esta además se halla entre las cuencas hidrográficas de río Imperial y río Toltén. Además, la comuna posee diversos cuerpos de agua, entre los que se destacan la laguna Quepe; y río Caihuico, río Calbuco, río Cautín, río Codihue, río Collin, río Huichahue, río Lleuque, río Muco, río Quepe, río Trueno  y río Vilcún.

### Componentes bióticos
Dentro del territorio de la comuna se pueden hallar los siguientes ecosistemas:
- Bosque caducifolio templado andino donde predominan Nothofagus alpina y Dasyphyllum diacanthoides (En peligro)
- Bosque caducifolio templado andino donde predominan Nothofagus alpina y Nothofagus dombeyi (Vulnerable)
- Bosque caducifolio templado andino donde predominan Nothofagus pumilio y Araucaria araucana (Vulnerable)
- Bosque caducifolio templado andino donde predominan Nothofagus pumilio y Azara alpina (Vulnerable)
- Bosque caducifolio templado donde predominan Nothofagus obliqua y Laurelia sempervirens (En peligro)
- Bosque resinoso templado andino donde predominan Araucaria araucana y Nothofagus dombeyi (Vulnerable)
- Bosque siempreverde templado andino donde predominan Nothofagus dombeyi y Gaultheria phillyreifolia (Vulnerable)
- Matorral bajo templado andino donde predominan Adesmia longipes y Senecio bipontinii (Vulnerable)
- Matorral bajo templado andino donde predominan Discaria chacaye y Berberis empetrifolia (Vulnerable)
- Zonas geográficas hinóspitas sin vegetación (Sin información).

### Medidas de protección ambiental y conflictos socioambientales

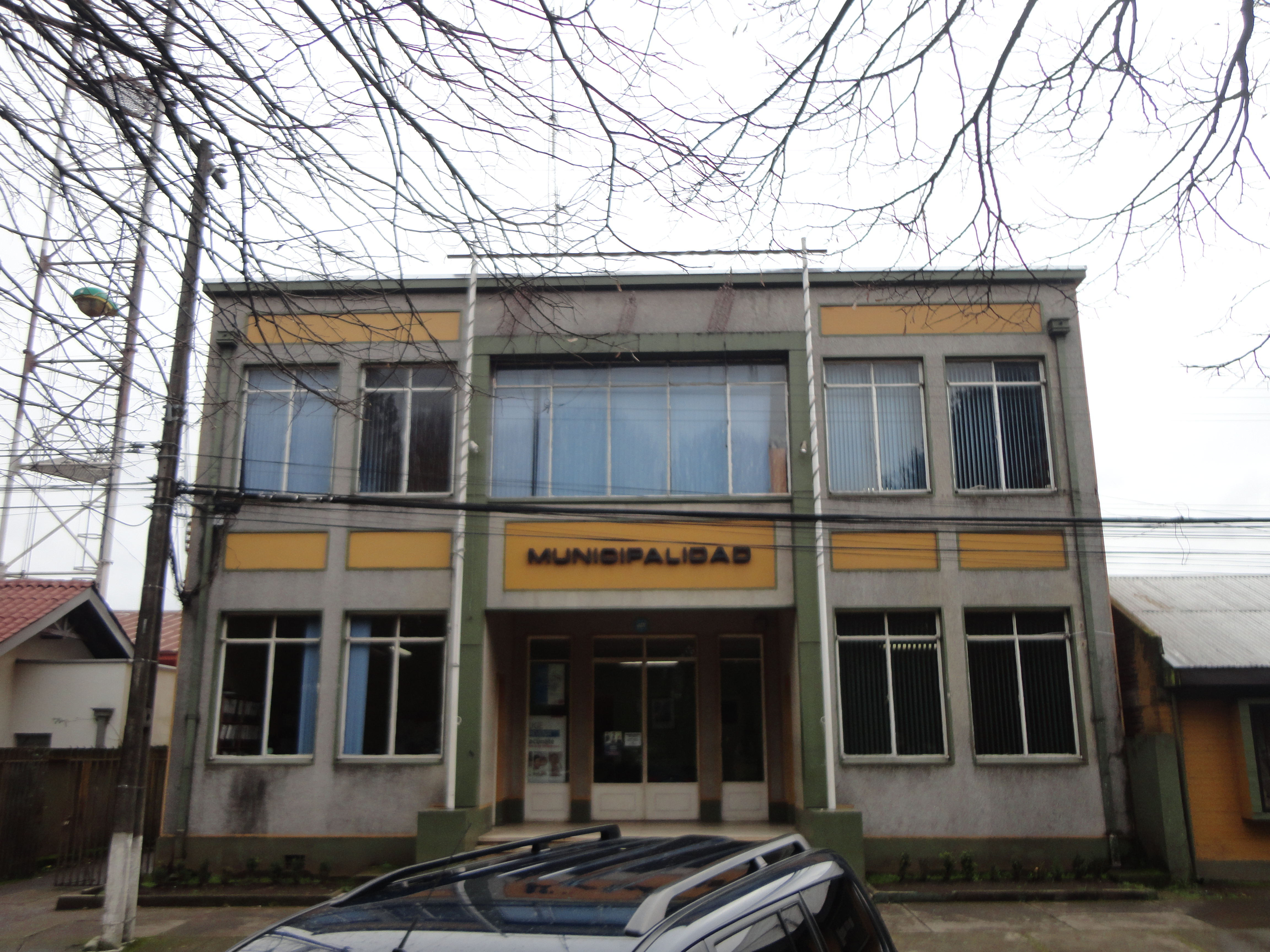
Casa consistorial de la I. Municipalidad de Vilcún

Hasta 2022, la comuna de Vilcún cuenta con las siguientes zonas que poseen algún nivel de protección ambiental:
- Araucarias (Reserva Biósfera)[12]
- Parque Nacional Conguillío (Parque Nacional)[13]

## Administración

### Municipalidad
La Municipalidad de Vilcún para el periodo 2021-2024 es dirigida por la alcaldesa Katherinne Migueles Muñoz (RN - Chile Vamos) y el concejo municipal conformado por los concejales: Agustina Salazar Rozas (IND - Chile Vamos / Evópoli - IND), César Ricardo Mercado Soto (IND - Chile Vamos / RN - IND), Víctor Manuel Rosas Contreras (IND - Unidad Por el Apruebo / PS, PPD e IND), Arnoldo Andrés Burgos Sanhueza (PPD), Pietro Epson Jaramillo Bernachea (PPD y Marcelo Andrés Pérez Kunz (PDC).

### Representación parlamentaria
Vilcún forma parte de la circunscripción senatorial XI y del distrito electoral 22. Es representada en la Cámara de Diputados del Congreso Nacional por los siguientes diputados: Jorge Rathgeb Schifferli (RN), Juan Carlos Beltrán Silva (RN), Jorge Saffirio Espinoza (PDC) y Gloria Naveillán Arriagada (PNL). En el Senado, la representan: Felipe Kast Sommerhoff (Evópoli), Francisco Huenchumilla Jaramillo (PDC), Jaime Quintana Leal (PPD), José García Ruminot (RN) y Carmen Gloria Aravena Acuña (Evópoli).

## Economía
En 2018, la cantidad de empresas registradas en Vilcún fue de 376. El Índice de Complejidad Económica (ECI) en el mismo año fue de -0,44, mientras que las actividades económicas con mayor índice de Ventaja Comparativa Revelada (RCA) fueron Grandes Establecimientos de Venta de Alimentos, Hipermercados (71,06), Cultivo de Trigo (40,69) y Elaboración de Harinas de Trigo (39,35).

## Medios de comunicación

### Radioemisoras FM
- 88.9 MHz - Radio Pewén
- 92.5 MHz - Radio Entretenida
- 99.7 MHz - Radio Mirador
- 106.7 MHz - Radio Libertad